# Samsung Galaxy Watch Active 2
Samsung Galaxy Watch Active 2 jsou chytré hodinky od jihokorejské společnosti Samsung. Představeny byly 5. srpna 2019 při živém on-line přenosu. Dodávány jsou ve dvou velikostech (40 milimetrů a 44 milimetrů) a třech barevných provedeních. Hodinky běží na operačním systému Tizen od Samsungu. Jejich celková hmotnost je 30 gramů. Na rozdíl od standardních Samsung Gear nemají otočnou lunetu, která byla u těchto hodinek nahrazena dotykovým proužkem zvaným Touch Bezel. Displej hodinek je AMOLED a je chráněn sklem Corning Gorilla Glass DX+. Hodinky jsou vodotěsné. Hodinky mají propracovanou detekci cvičení. Mnoho funkcí hodinek monitoruje tělesné funkce. Hodinky podporují bezdrátové platby Samsung Pay pomocí NFC, avšak v Česku zatím nejsou podporovány.

## Technické specifikace[4][5]

### Displej
Hodinky mají AMOLED displej s úhlopříčkou 1,4 palce. Zobrazí až 16 milionů barev.

### Baterie a nabíjení
Baterie má kapacitu 340 mAh. Nabíjí se pomocí bezdrátové nabíjecí plošky, která je v balení. Nabíjení 0-100% trvá až 2 hodiny.

### Senzory

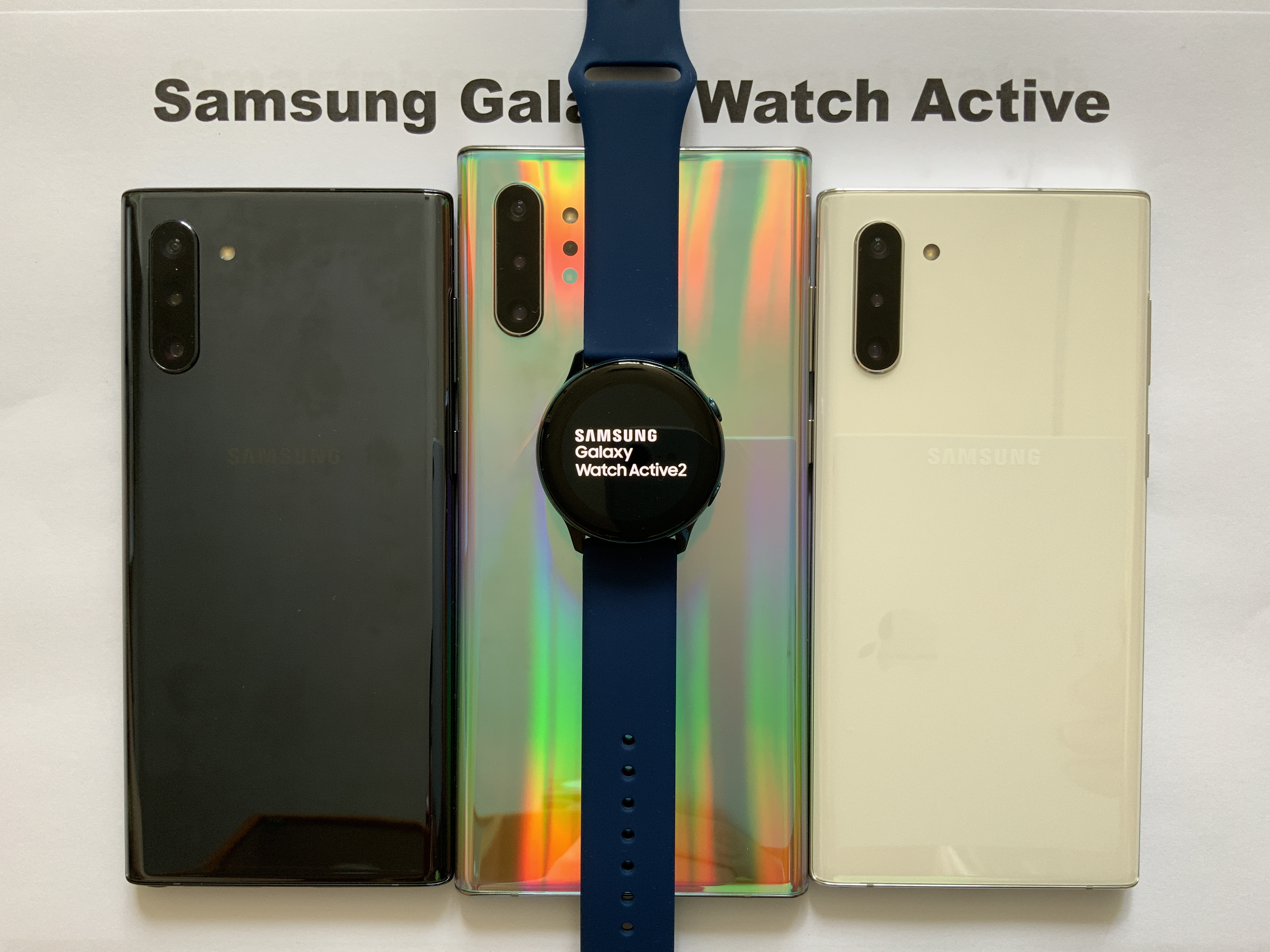
Samsung Galaxy Watch Active 2

Na spodní straně hodinek se nachází senzor srdečního tepu a senzor krevního tlaku. V horním tlačítku na boku hodinek se nachází senzor EKG. Hodinky mají také zabudovaný senzor nadmořské výšky. Další součástí hodinek jsou akcelerometry a gyroskopy, které slouží k rozpoznání chůze a dalších aktivit.

## Měření cvičení
Hodinky nabízejí měření až 41 aktivit, přičemž některé z nich i automaticky rozpoznají.

## Monitoring zdravotního stavu
Hodinky monitorují následující tělesné funkce:
- Srdeční tep - senzor na spodní straně hodinek
- Krevní tlak - senzor na spodní straně hodinek
- EKG - senzor v horním tlačítku na straně hodinek

Spolu s tepem je monitorován i stres, který je měřen pomocí srdečního tepu a dalších údajů.